# 영광읍 (전라남도)
영광읍(靈光邑)은 대한민국 전라남도 영광군의 군청소재지이자 교통의 중심지이다.

## 개요
북, 동으로 150 ~ 260ｍ의 구릉이 둘러싸여 있고 서남이 트여 있는 곳에 위치하고 있다. 농산물과 수산물의 생산량이 많다. 부근에는 불갑산, 선은사, 금정암, 영광팔경 등의 명승고적이 있다. 군내에는 초등학교 36개, 중학교 10개, 고등학교 7개 교가 있으며, 극장, 문화원, 종합경기장 등이 있다.

## 법정리
- 무령리
- 백학리
- 남천리
- 도동리
- 교촌리
- 연성리
- 월평리
- 단주리
- 덕호리
- 신월리
- 양평리
- 와룡리
- 계송리
- 입석리
- 우평리
- 녹사리
- 학정리
- 송림리
- 신하리

## 교육
- 영광초등학교
- 영광중앙초등학교
  - 월송분교
- 영광서초등학교 (폐교)
- 해룡중학교
- 영광옥당중학교
- 영광중학교
- 해룡고등학교
- 영광고등학교
- 영광공업고등학교

## 아파트
| 단지명                 | 주소                   | 건설사         | 시행사       | 입주        |
| ---------------------- | ---------------------- | -------------- | ------------ | ----------- |
| 녹사주공               | 영광읍 천년로 1440-12  | 고운종합건설㈜ | 대한주택공사 | 2004년 8월  |
| 힐스테이트 영광        | 영광읍 백산길1길 11-11 | 현대엔지니어링 | ㈜무궁화신탁 | 2024년 8월  |
| 영광 금호어울림 리더스 | 영광읍 중앙로 78       | 금호산업       | ㈜국보개발   | 2021년 12월 |
| 옥당마을               | 영광읍 백산길 43       | 천영종합건설㈜ | ㈜수북건설   | 2004년 5월  |